# Poszła Karolinka do Gogolina

Herb gminy Gogolin jest inspirowany tą piosenką

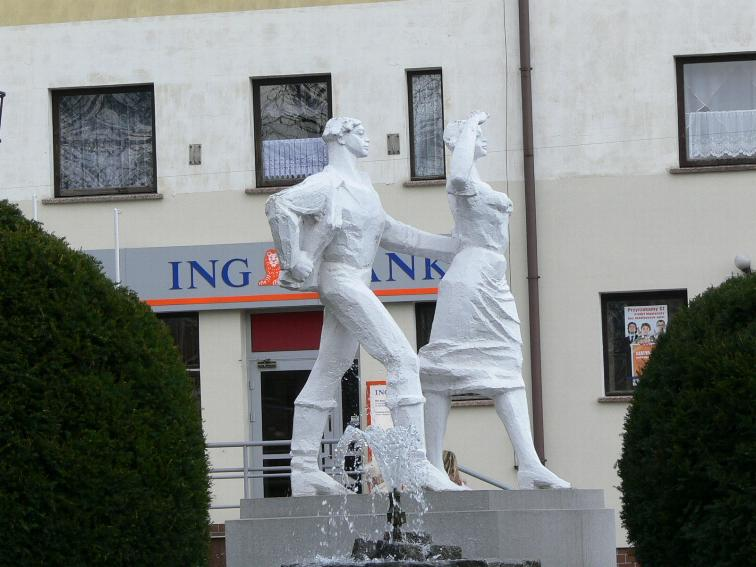
Pomnik Karolinki w Gogolinie

Poszła Karolinka do Gogolina – śląska pieśń ludowa. Pieśń jest hejnałem Gogolina, stała się też inspiracją dużego pomnika ustawionego w centrum Gogolina, a postacie Karolinki oraz Karliczka zostały uwiecznione w herbie gminy Gogolin. Jest jedną z piosenek repertuaru zespołu Śląsk.
Utwór ten zarejestrował Juliusz Roger w swoim zbiorze Pieśni Ludu Polskiego w Górnym Szląsku z muzyką, wydanym w roku 1863 we Wrocławiu. Roger odnotowuje trzy wersje piosenki.
Pierwsza z nich (z adnotacją o pochodzeniu z ówczesnych powiatów rybnickiego i gliwickiego) jest umieszczona pod numerem 129. W tej wersji Karolinka idzie do Bogumina, pieśń liczy osiem zwrotek, a pierwsza z nich brzmi Poszła Karolinka / Do Bogumina / A Karliczek za nią / A Karliczek za nią / Z flaszeczką wina.
Druga wersję (pod numerem 130) Roger opatrzył adnotacją o pochodzeniu z powiatu lublinieckiego. Różni się ona od poprzedniej metrum i tempem, całkiem inną melodią oraz początkowymi wierszami (tu: Idzie Karolinka / Od Bogumina / A Karliczek za nią / A Karliczek za nią / Jak za szwarną panią).
Trzecia zanotowana przez Rogera wersja (z powiatu oleskiego, zapisana pod numerem 131) składa się z dziesięciu zwrotek po 5 wersów. W tej wersji bohaterka ma na imię Karlinka, a Bogumin został zastąpiony Gogolinem. Początkowe wersy brzmią Jechała Karlinka / Do Gogolina / A Karliczek za nią, / Jak za młodą panią, / Z flaszeczką wina.

## Tekst
Poszła Karolinka do Gogolina 

Poszła Karolinka do Gogolina 

A Karliczek za nią, jak za piękną Panią 

Z flaszeczką wina. 

A Karliczek za nią, jak za piękną Panią 

Z flaszeczką wina. 

Szła do Gogolina, przed sie patrzała, 

Szła do Gogolina, przed sie patrzała, 

Ani się na swego synka szykownego 

Nie obejrzała 

Ani się na swego synka szykownego 

Nie obejrzała 

Prowadźże mnie, dróżko, w ten, w szeroki świat 

Prowadźże mnie, dróżko, w ten, w szeroki świat 

Znajdę tam innego syneczka miłego 

Co mi będzie rad 

Znajdę tam innego syneczka miłego 

Co mi będzie rad 

Nie goń mnie Karliczku, czego po mnie chcesz? 

Nie goń mnie Karliczku, czego po mnie chcesz? 

Jam ci już pedziała, nie byda cię chciała, 

Sam to przeca wiesz 

Jam ci już pedziała, nie byda cię chciała, 

Sam to przeca wiesz 

Wróć się, Karolinko, bo jadą goście! 

Wróć się, Karolinko, bo jadą goście! 

Ja sie już nie wracam, ja sie już nie wracam, 

Bo są na moście. 

Ja sie już nie wracam, ja sie już nie wracam, 

Bo są na moście. 

Wróć się, Karolinko, czemu idziesz precz? 

Wróć się, Karolinko, czemu idziesz precz? 

Nie odpowiem tobie, po swojemu zrobie 

To nie twoja rzecz 

Nie odpowiem tobie, po swojemu zrobie 

To nie twoja rzecz